# C/2000 J2 (SOHO)
C/2000 J2 (SOHO) — одна з довгоперіодичних параболічних комет. Ця комета була відкрита 7 травня 2000 року; вона мала 7.8m на час відкриття.